# Edward Koiki Mabo
Edward Koiki Mabo (Mer, 29 giugno 1936 – Brisbane, 21 gennaio 1992) è stato un aborigeno australiano, divenuto famoso per aver lottato per i diritti degli aborigeni e in particolare per il diritto di proprietà della terra. Cambiò il suo nome originale in Eddie Mabo, quando fu adottato dallo zio materno, Benny Mabo. È nato a Mer nell'isola di Murray nello stretto di Torres tra Australia e Papua Nuova Guinea.

## Origine della sua lotta
Mabo si mantenne facendo innumerevoli lavori prima di diventare giardiniere all'età di 31 anni alla James Cook University di Townsville nel Queensland. Il periodo passato nel campus ebbe un impatto enorme sulla sua vita e sulle sue future lotte a favore del diritto di proprietà per gli aborigeni. Nel 1974 durante una discussione con il professor Noel Loos e Henry Reynolds scoprì che l'isola che egli pensava gli appartenesse da 16 generazioni in realtà per la legislazione della corona inglese era terra nullius.
(filmato da sbs.com.au)

## Diritti di proprietà sulla terra
Prima dell'arrivo dei coloni inglesi gli aborigeni si tramandavano le proprietà della terra in base a regole tramandate dalla tradizione orale. Trattandosi di regole codificate ma non scritte, gli inglesi non riconobbero valido alcun titolo di proprietà a nessuno dei precedenti abitanti dell'Australia. Questa condotta si uniformava al principio del Terra nullius. Da ciò derivò tutta la legislazione australiana che impedì agli aborigeni di possedere qualsiasi proprietà e di poterne disporre per qualsiasi transazione. Le terre non assegnate ai nuovi coloni erano comunque di proprietà della corona britannica. Mabo ignorava che la terra che apparteneva alla sua famiglia da più di 16 generazioni per il diritto australiano non solo non era mai stata di proprietà di nessuno prima della colonizzazione, ma apparteneva di diritto alla corona britannica.
Nel 1981 alla James Cook University si tenne una conferenza sui diritti di proprietà della terra e Eddie Mabo tenne un discorso in cui espose il sistema di eredità legato alla successione della terra nella sua isola di Murray. Un avvocato che partecipava ai lavori prese nota del peso che queste rivelazioni avrebbero potuto avere sul sistema legale australiano e suggerì che il caso esposto da Mabo avrebbe potuto fare scuola ed essere usato per reclamare, attraverso i processi, i diritti di proprietà ai nativi. Nacque così una lotta più che decennale che vide opposti Eddie Mabo e la corona britannica in tutti i gradi di giudizio delle corti australiane.

## Morte ed eredità
Mentre la vertenza legale procedeva Eddie Mabo si ritirò nella sua isola a pescare e dipingere. Forse a causa anche delle tensioni della lotta con l'autorità la sua salute peggiorò. Il 21 gennaio 1992, Mabo è morto di cancro a Brisbane all'età di 51 anni. Non fece in tempo a vedersi riconosciuti i suoi diritti per pochi mesi. Infatti, cinque mesi più tardi, il 3 giugno 1992, l'alta corte australiana pronunciò una storica sentenza rovesciando lo status giuridico della terra nullius. Questa sentenza ebbe effetti rilevanti per tutti gli altri aborigeni australiani, e ad oggi il 40% delle proprietà terriere del Territorio del Nord sono degli aborigeni, mentre prima del 1992 la percentuale era nulla.
Tale sentenza in Australia è ora comunemente chiamata semplicemente "Mabo". Tre anni dopo la sua morte si tenne un incontro a Townsville per una cerimonia commemorativa. Quella notte gli abitanti dell'isola hanno compiuto la loro tradizionale cerimonia per la sepoltura dei re, un rito che non si vedeva sull'isola da 80 anni. Il suo corpo venne seppellito nell'isola di Murray, nella stessa terra che amava e per cui aveva combattuto così a lungo. La stessa notte la tomba di Eddie Mabo fu profanata da vandali che spararono anche otto colpi di pistola, dipinsero svastiche rosse insieme all'offesa razzista "Abo" sulla sua tomba e rimossero un bassorilievo in bronzo in cui era rappresentato lo stesso Mabo.

## Riconoscimenti
- Nel 1992 Mabo è stato insignito della Medaglia per i diritti umani nel campo dei diritti umani assieme al reverendo Dave Passi, Sam Passi, James Rice, Celuia Mapo Salee e Barbara Hocking. Il premio è stato assegnato in riconoscimento "della loro lunga e determinata battaglia per ottenere giustizia per il loro popolo" e il lavoro "per molti anni, affinché ottenessero il riconoscimento giuridico dei diritti delle popolazioni indigene".[7]
- Nel 1993 The Australian commemorò le sue lotte votandolo come australiano dell'anno 1992.[8][9]
- Il 21 maggio 2008 la James Cook University ha nominato la biblioteca del campus di Townsville "Eddie Koiki Mabo Library".[10]
- Il 3 giugno di ogni anno è ufficialmente il Mabo Day nella regione dello stretto di Torres.[11]
- Sull'azione di Eddie è stato girato un film.[12]